# Exposure (kunstwerk)
Exposure (Blootstelling) is een stalen kunstwerk op de Markerstrekdam bij de Houtribsluizen in Lelystad van Antony Gormley. Het werk wordt ook wel Crouching man (Hurkende man), of in de volksmond de poepende man genoemd.

## Achtergrond
Sinds de jaren 70 zijn in de provincie Flevoland meerdere landschapskunstwerken gerealiseerd, voorbeelden daarvan zijn het Observatorium (1971-1977) van Robert Morris, De Groene Kathedraal (1978-1996) van Marinus Boezem en Polderland Garden of Love and Fire (1992-1997) van Daniel Libeskind. De provincie gaf de gemeente Lelystad in 2001 geld om een kunstwerk aan te kopen. Een aantal jaren later werd de Britse kunstenaar Gormley door de gemeente benaderd voor het maken van het zesde landschapskunstwerk in de provincie Flevoland.
Antony Gormley (1950) maakt kunstwerken waarin de menselijke figuur centraal staat. Een van zijn bekendste werken is Angel of the North, een 20 meter hoge, stalen figuur met vleugels, die in 1998 in Gateshead werd onthuld. Gormley liet zich voor zijn ontwerp voor Flevoland inspireren door de beoogde locatie bij Lelystad: een strekdam (uitloper van de Markerwaarddijk) te midden van water, met aan de ene kant zicht op het Markermeer en aan de andere kant zicht over de polder. Hij ontwierp een hurkende man, gemodelleerd naar zijn eigen lichaam, die over het water uitkijkt. De weidsheid van de omgeving maakt het lastig de schaal van het 26 meter hoge kunstwerk van een afstand in te schatten. De mannenfiguur nodigt de bezoeker uit om te onderzoeken, maar verandert van aard en wordt abstracter naarmate de bezoeker dichterbij komt.
Gormley ziet zijn landschapssculpturen als een stil punt in een bewegende wereld. In de loop van de tijd zal Exposure echter ook reageren op de veranderingen in de omgeving, is zijn idee. Met de opwarming van de aarde en de stijgende zeespiegel zal de dam op een gegeven moment moeten worden verhoogd, waarbij het werk steeds meer zal worden begraven.
Na de vergunningsprocedure kon in 2009 worden begonnen met de aanleg van het fundament en de opbouw van het kunstwerk, dat zo'n 60.000 kilo weegt. Het werk werd gefabriceerd door een Schotse firma, die is gespecialiseerd in het maken van hoogspanningsmasten. Op 17 september 2010 werd het onthuld door de kunstenaar, in samenwerking met gedeputeerde Van Diessen  wethouder Fackeldey van Lelystad.

## Galerij

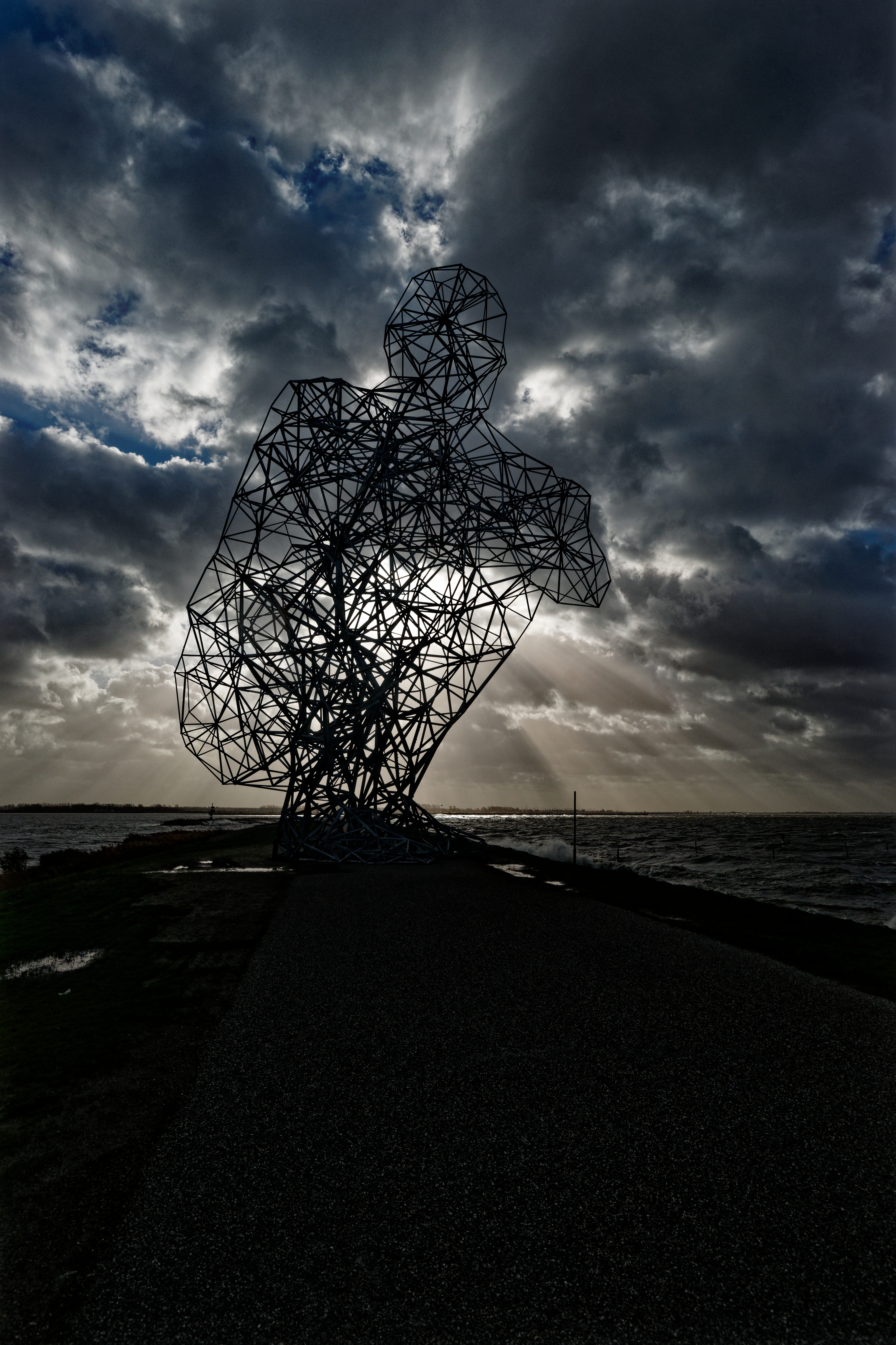
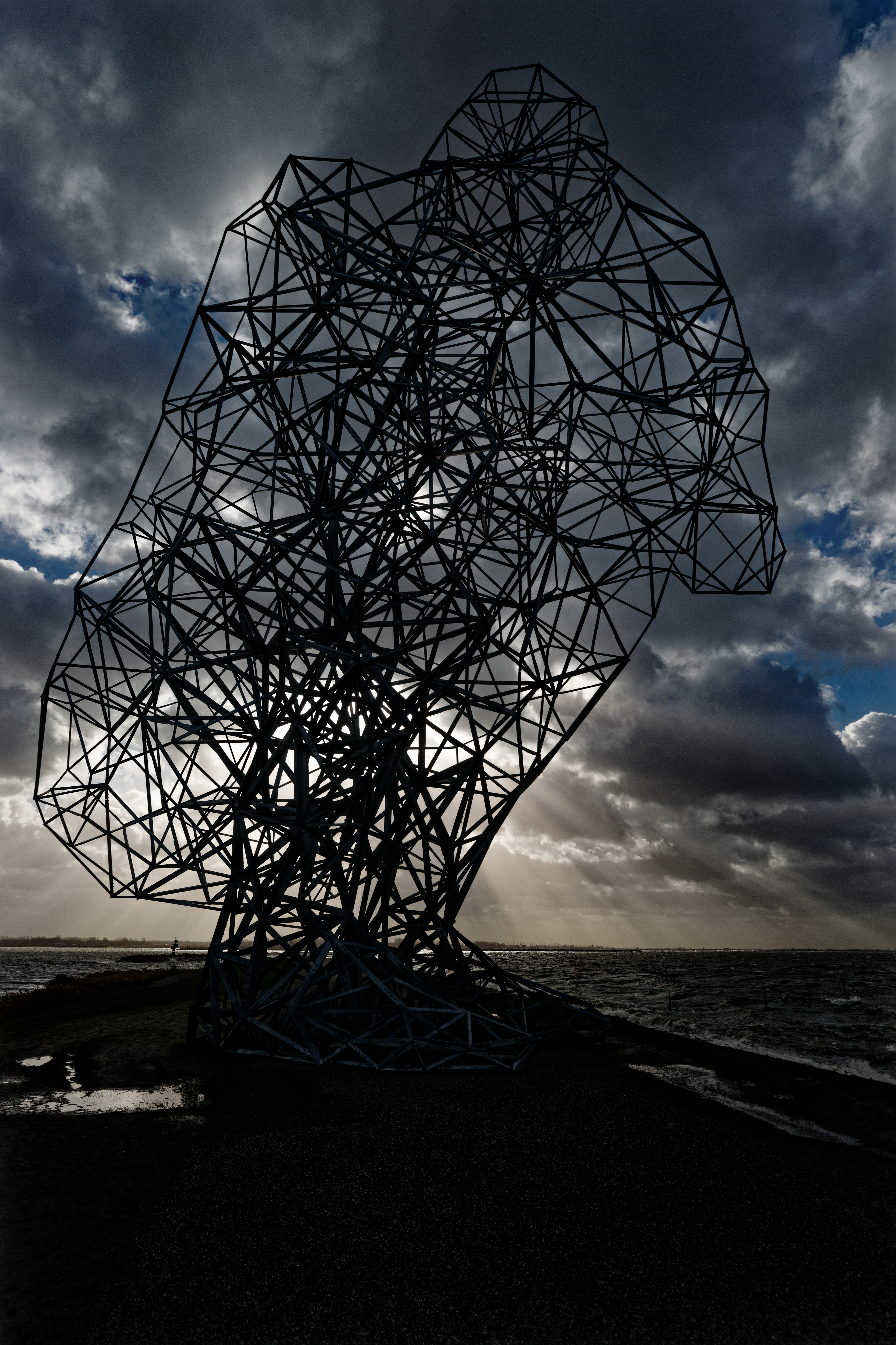
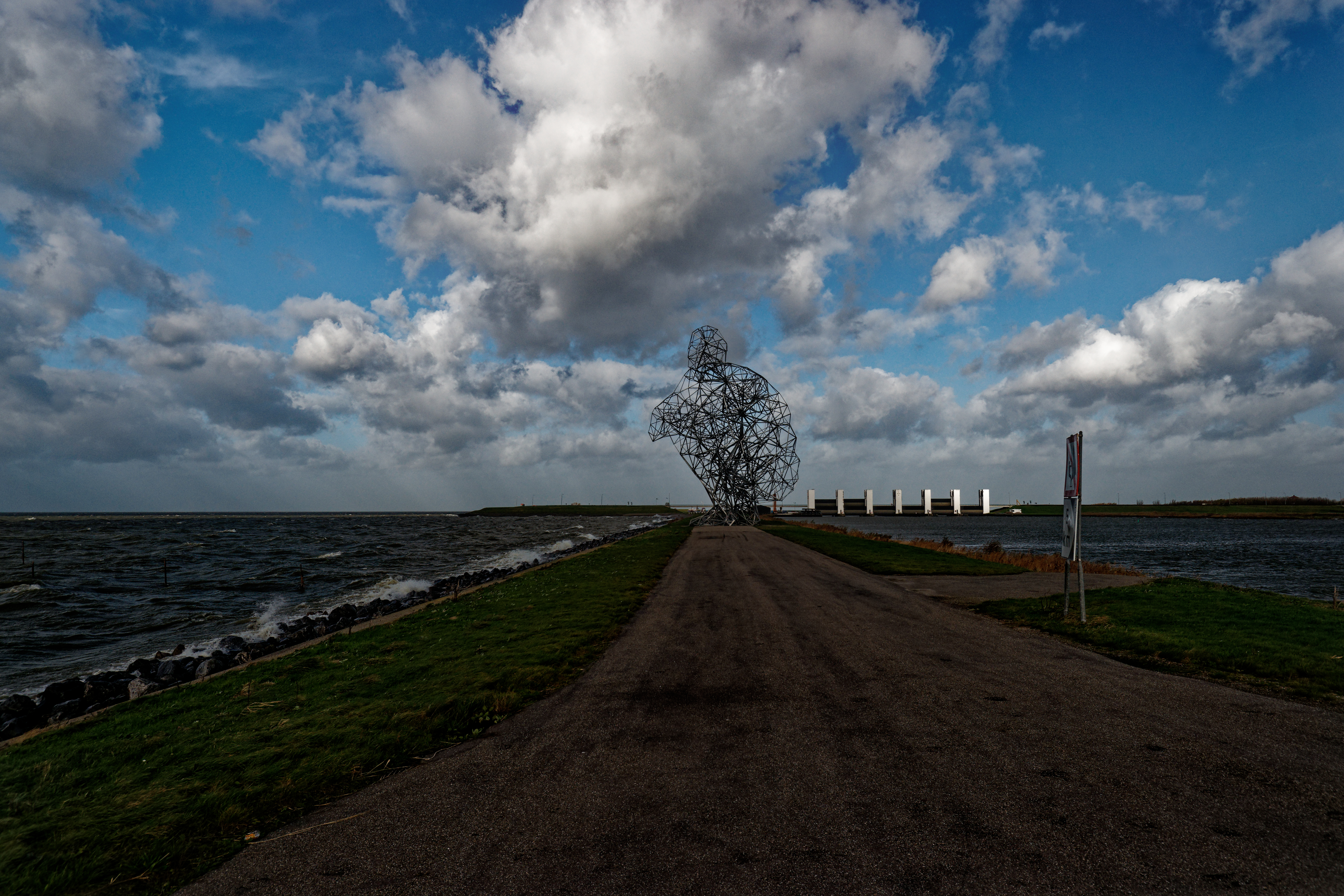
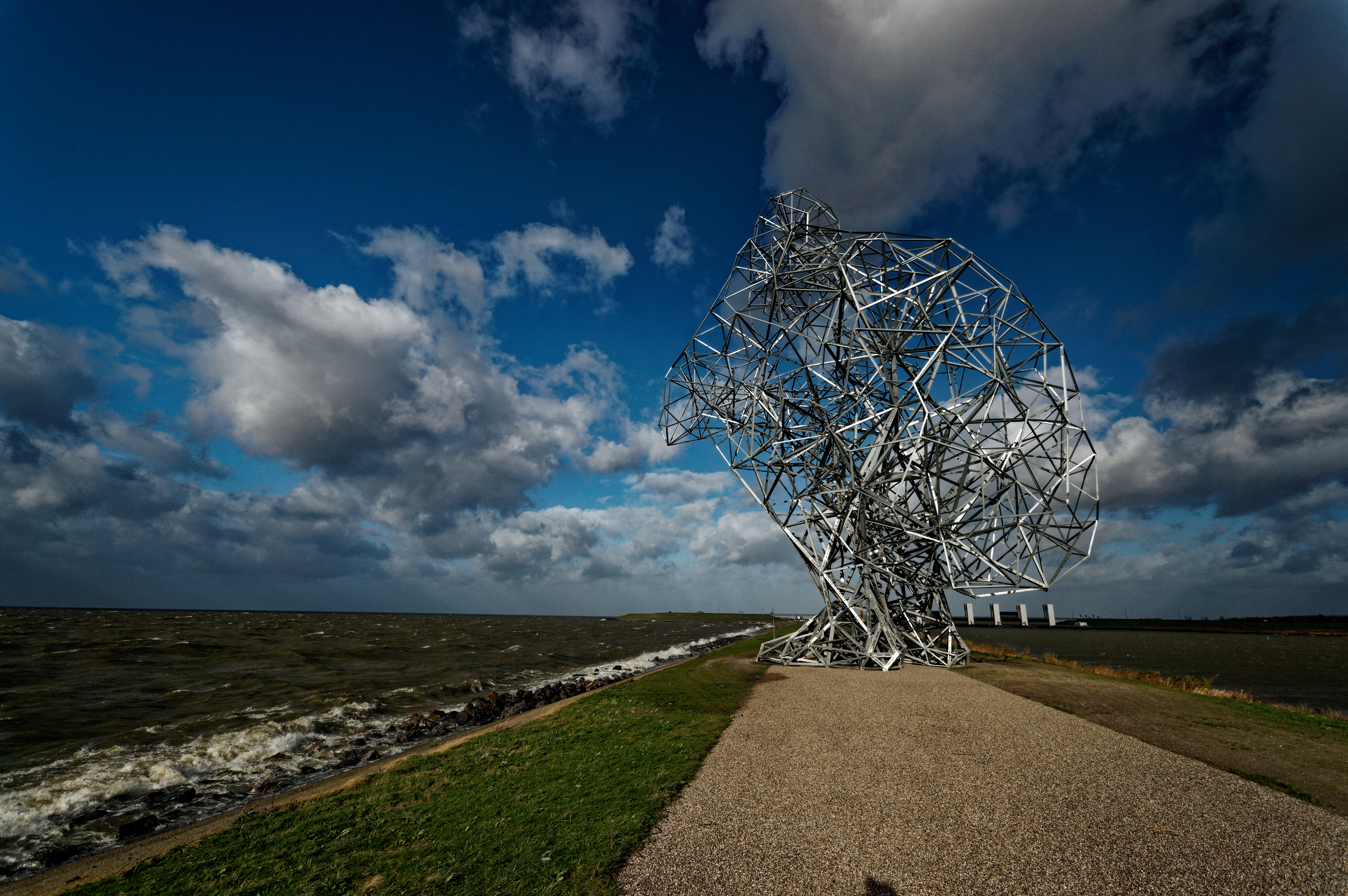
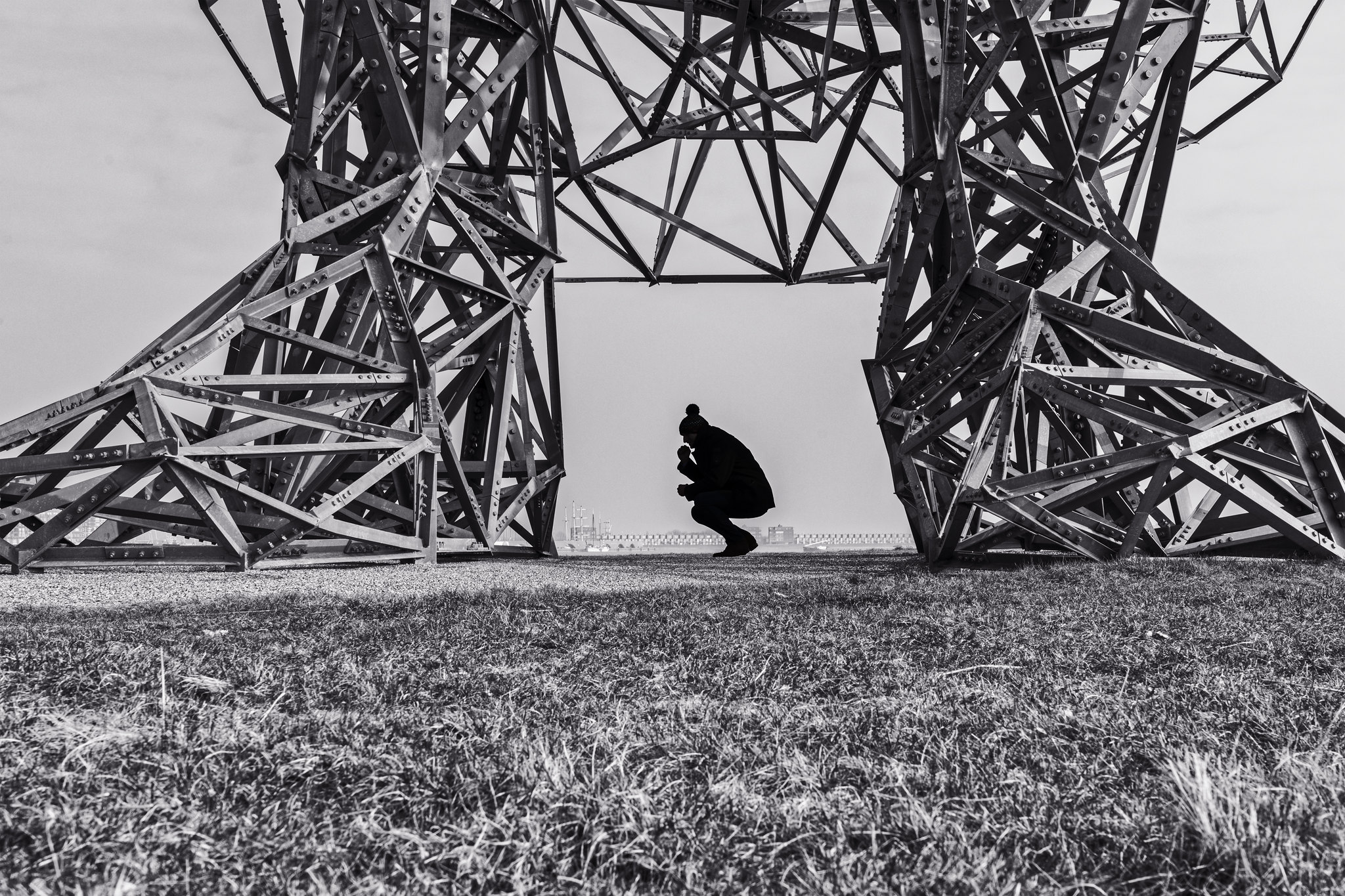